# Jordi Moscampar
Jordi Moscampar (en llatí Georgius Moschampar, en grec Γεωργίος ὁ Μοσχάμπαρ) fou un eclesiàstic romà d'Orient que tenia el càrrec de chartophylax magnae ecclesiae a Santa Sofia de Constantinoble. Fou contemporani i amic del patriarca de Constantinoble Gregori o Jordi II de Xipre (1283-1289).
Fou opositor declarat a la doctrina de l'església llatina sobre la processó de l'Esperit Sant en contra de Joan Vec o Bec. Va publicar diversos tractats per oposar-se a Vec al que aquest va replicar, però tant els escrits de Moscampar com els de Vec s'han perdut. Sembla que Moscampar va tenir poca importància, fins i tot entre els membres del seu propi partit.
Es conserva una carta que va escriure al seu amic Jordi de Xipre.